# Benny Schnier
Hans-Jürgen „Benny“ Schnier (* 28. April 1957 in Rahden, Westfalen) ist ein deutscher Schlagersänger, Schauspieler sowie Fernseh- und Radiomoderator, der seit den 1970er Jahren als Sänger unter dem Künstlernamen „Benny“ auftritt.

## Leben und Wirken
Im Alter von 16 Jahren wurde Schnier von dem Musikproduzenten Frank Farian entdeckt. Schnier nahm mehrere Singles und eine Langspielplatte auf. Einige seiner Lieder waren kommerziell erfolgreich und brachten ihm verschiedene Fernsehauftritte, beispielsweise in der ZDF-Hitparade oder bei Disco. Seine größten Erfolge, größtenteils deutschsprachige Adaptionen internationaler Lieder, waren Amigo Charly Brown, Skateboard und Bin wieder frei, eine Coverversion von Plastic Bertrands Ça plane pour moi. Ab 1978 war Schnier auch vereinzelt in Filmen und Fernsehproduktionen als Schauspieler tätig.
Von 1979 bis 1988 war Schnier Moderator beim ZDF (ZDF-Ferienprogramm zusammen mit Anke Engelke und PFIFF-Jugendsportstudio). Dann moderierte Schnier im BR die Sendung Live aus dem Schlachthof und andere. 1981 übernahm Schnier die Moderation der Hörfunksendung Pop nach 8 beim Bayerischen Rundfunk, die bis dahin Thomas Gottschalk moderiert hatte. Daneben war Schnier auch als Musikredakteur tätig. In der Folgezeit war er Moderator bei mehreren Rundfunksendern, unter anderem bei Radio M 1, Radio C, C.A.M.P. TV, Radio Xanadu und Charivari. Er ist seitdem vor allem als Moderator tätig, unter anderem bei Gute Laune TV, 9live und hat 2011 auch wieder eine neue Single aufgenommen. Von Anfang bis zum Frühjahr 2006 versteigerte und verloste Schnier als Moderator Produkte beim inzwischen eingestellten Satellitenkanal Arena TV. Im Sommer desselben Jahres nahm er mit dem internationalen Musikmanager und Produzenten Ulrich Eichblatt das Album Die Hits von gestern … und auch heut auf. Von 2019 bis 2022 war Benny Schnier als Musikredakteur und Nachrichtenmoderator bei RSA Radio und Allgäu TV tätig.
Von August 2022 bis Juli 2023 moderierte er sonntags die Sendung Wünsch Dir Was auf dem DAB+-Sender Radio Schlagerparadies. Seit Februar 2023 ist er mittwochs von 19–21 Uhr beim Schwarzwaldradio mit der Sendung Bennys Beste Balladen zu hören.
Schnier war einmal verheiratet und hat aus dieser Ehe eine Tochter (Marie-Christin), die er weitgehend allein erzogen hat. Die Mutter starb 2017. Mittlerweile lebt er im Allgäu.

## Filmografie
- 1978: Popcorn und Himbeereis
- 1995: Tatort – Die Kampagne
- 1996: Die Aktion, Regie: Thomas Bohn
- 1999: Kein Mann für eine Nacht, Regie Thomas Bohn
- 1999: Stahlnetz: Die Zeugin, Regie: Thomas Bohn
- 1999: Straight Shooter, Regie: Thomas Bohn
- 2000: SOKO 5113: Menschenkenntnis, Regie: Zbynek Cerven
- 2001: Tatort – Der Präsident
- 2004: Tatort – Todes-Bande

## Diskografie

### Alben
- 1976: Amigo Charly Brown
- 1994: Amigo Charly Brown
- 2011: Benny – Bin wieder frei – Die großen Partyhits – 25 Digital remasterte Originalaufnahmen 1971–1994

### Singles
| Jahr | Titel                 | Höchstplatzierung, Gesamtwochen, AuszeichnungChartplatzierungen (Jahr, Titel, , Platzierungen, Wochen, Auszeichnungen, Anmerkungen) | Höchstplatzierung, Gesamtwochen, AuszeichnungChartplatzierungen (Jahr, Titel, , Platzierungen, Wochen, Auszeichnungen, Anmerkungen) | Höchstplatzierung, Gesamtwochen, AuszeichnungChartplatzierungen (Jahr, Titel, , Platzierungen, Wochen, Auszeichnungen, Anmerkungen) | Anmerkungen                                                         |
| Jahr | Titel                 | DE | AT | CH | Anmerkungen                                                         |
| ---- | --------------------- | --- | --- | --- | ------------------------------------------------------------------- |
| 1974 | Du bist 16            | DE43 (1 Wo.)DE | — | — | Erstveröffentlichung: 27. Mai 1974 Originaltitel: You’re Sixteen    |
| 1976 | Amigo Charly Brown    | DE14 (17 Wo.)DE | — | — | Erstveröffentlichung: 9. Februar 1976 Originaltitel: Charlie Brown  |
| 1978 | Skateboard (Uh ah ah) | DE40 (10 Wo.)DE | — | — | Erstveröffentlichung: 16. Januar 1978                               |
| 1978 | Bin wieder frei       | DE18 (19 Wo.)DE | — | — | Erstveröffentlichung: 5. Juni 1978 Originaltitel: Ça Plane Pour Moi |

Weitere Singles
- 1974: Zwei wie wir (Originaltitel: Singing the blues)
- 1975: Heiße Räder lassen grüßen (Originaltitel: Reach Out I’ll Be There)
- 1976: Was geht da vor hinter Billys Scheunentor
- 1977: Oh Mary Mary
- 1978: Zufrieden mit mir
- 1978: Du hast Angst vor der Wahrheit (Originaltitel: If the Kids Are United)
- 1979: Raus aus den Klamotten (Originaltitel: Crawling From The Wreckage)
- 1979: Wenn Deine Süße einmal sauer ist (Originaltitel: Lay your love on me)
- 1980: Montag ist Schontag (Originaltitel: Take Me Don’t Break Me)
- 1980: Ich bin dran, Mann
- 1981: Du bist so cool, das haut mich vom Stuhl (Something Bout You Baby I Like) / Ich bleib am Ball
- 1982: Oh Julie (Originaltitel: Oh Julie)
- 1983: Sturm
- 1984: Das Fernsehschlümpfelied (mit den Schlümpfen, Titellied der gleichnamigen Zeichentrickserie)[4]
- 1989: Hand in Hand
- 2004: Wenn das Liebe ist
- 2005: Der gold’ne Stern von Bethlehem
- 2006: Die Hits von gestern und auch heut